# Trachylepis wingati
Trachylepis wingati este o specie de șopârle din genul Trachylepis, familia Scincidae, descrisă de Werner 1908.
Este endemică în Etiopia. Conform Catalogue of Life specia Trachylepis wingati nu are subspecii cunoscute.